# استان جوبک
استان جوبک (به لاتین: Jubek State) یک ایالت در سودان جنوبی است.